# The Boy Who Harnessed the Wind
The Boy Who Harnessed the Wind (bra: O Menino Que Descobriu o Vento; prt: O Rapaz Que Prendeu o Vento) é um filme britânico de 2019, do gênero drama biográfico, escrito, dirigido e estrelado por Chiwetel Ejiofor (em sua estreia na direção), com roteiro baseado no livro de memórias The Boy Who Harnessed The Wind, de William Kamkwamba e Bryan Mealer.
Foi exibido na seção Premieres no Festival de Cinema de Sundance de 2019 e começou a ser transmitido na maioria dos territórios na Netflix em 1º de março de 2019. 

## Enredo
Nascido em Kasungu, no Malauí, William Kamkwamba é um jovem estudante que vem de uma família de fazendeiros que vive na aldeia vizinha de Wimbe. William também dedica-se a consertar rádios para seus amigos e vizinhos e gasta seu tempo livre examinando o ferro-velho local em busca de componentes eletrônicos aproveitáveis. Embora ele seja impedido de frequentar a escola devido à incapacidade de seus pais de pagar suas mensalidades, William chantageia seu professor de ciências (que está em uma relação secreta com a irmã de William) para deixá-lo continuar frequentando sua classe e ter acesso à biblioteca da escola, onde ele aprende sobre engenharia elétrica e produção de energia. 
Em meados da década de 2000, a falta de colheitas devido à seca e a fome resultante devastaram a vila de William, levando a tumultos por racionamento do governo e a família de William sendo roubada de seus já escassos estoques de grãos. As pessoas logo começam a abandonar a aldeia, e a irmã de William foge com seu ex-professor para deixar a família "com uma boca a menos para alimentar". 
Buscando salvar sua aldeia da seca, William planeja construir um moinho de vento para alimentar uma bomba de água elétrica que ele havia catado antes.  William constrói um pequeno protótipo de prova de conceito que funciona com sucesso, mas para construir um moinho de vento maior, William exige que seu pai, Trywell, dê permissão para desconstruir a bicicleta da família para peças, que é a única bicicleta na vila. Seu pai não acredita no projeto e destrói o protótipo. No entanto, após a intervenção de sua mãe, William e seu pai se reconciliam, e com a ajuda de seus amigos e dos membros restantes da aldeia, eles constroem um moinho de vento em tamanho real que leva a uma semeadura bem-sucedida.

## Elenco
- Maxwell Simba como William Kamkwamba;
- Chiwetel Ejiofor como Trywell Kamkwamba;
- Aïssa Maïga como Agnes Kamkwamba;
- Lily Banda como Annie Kamkwamba;
- Joseph Marcell como chefe Wimbe;
- Noma Dumezweni como Edith Sikelo.

## Lançamento
Em 14 de novembro de 2018, a Netflix adquiriu direitos de distribuição global, excluindo Japão, China e Reino Unido.

## Recepção
No agregado de revisão Rotten Tomatoes, o filme detém uma classificação de aprovação de 84%, com base em 31 avaliações, com uma classificação média de 7,17/10. O consenso crítico do site diz: "O Garoto que Conquistou o Vento ganha seu arco previsível, através de performances fortes e trabalho impressionante do diretor de estreia, Chiwetel Ejiofor." No Metacritic, o filme tem uma pontuação média ponderada de 68 em 100, com base em 18 críticos, indicando "revisões geralmente favoráveis".